# Zengerslohe
Zengerslohe (auch Zenkenlohe genannt) ist ein Gemeindeteil der Gemeinde Kirchenpingarten im Landkreis Bayreuth (Oberfranken, Bayern). Zenkenlohe liegt in der Gemarkung Tressau.

## Geografie
Die Einöde liegt am Fuße der bewaldeten Anhöhe Feuersteinhügel (525 m ü. NHN, 0,7 km östlich). Eine Anliegerstraße führt nach Tressau zur Kreisstraße BT 42 (0,9 km westlich) bzw. direkt zur BT 42 (0,9 km südwestlich).

## Geschichte
Mit dem Gemeindeedikt wurde Zengerslohe dem 1808 gebildeten Steuerdistrikt Tressau und der 1818 gebildeten Ruralgemeinde Tressau zugewiesen. Am 1. April 1971 wurde Zengerslohe nach Kirchenpingarten eingemeindet.

### Einwohnerentwicklung
| Jahr      | 001818 | 001824 | 001861 | 001871 | 001885 | 001900 | 001925 | 001950 | 001961 | 001970 | 001987 |
| Einwohner | 8      | 7      | *      | 9      | 7      | 8      | 6      | 5      | 7      | 7      | 4      |
| Häuser    |        | 1      |        |        | 1      | 1      | 1      | 1      | 1      |        | 1      |
| Quelle    | [ 9 ]  | [ 6 ]  | [ 10 ] | [ 11 ] | [ 12 ] | [ 13 ] | [ 14 ] | [ 15 ] | [ 16 ] | [ 17 ] | [ 1 ]  |

## Religion
Zengerslohe ist römisch-katholisch geprägt und nach St. Jakobus der Ältere (Kirchenpingarten) gepfarrt.